# 王光辉 (演员)
王光辉（1969年2月18日—），男，河北人，中国演员。所属单位西安儿童艺术剧院。

## 电视剧作品
- 《三国演义》 饰 魏明帝曹睿
- 《杨家将》 饰 宋太宗赵光义
- 《西游记后传》 饰 唐太宗
- 《梦断紫禁城》 饰 嘉庆帝
- 《九岁县太爷》 饰 富尔乐（嘉庆帝）
- 《水浒传》 饰 浪子燕青
- 《康熙遗妃五台山》 饰 康熙帝
- 《红墨房》 饰 纳兰容
- 《保卫延安》 饰 陈诚